# Logan Owen
Logan Owen (Bremerton, 25 maart 1995) is een Amerikaans wegwielrenner en voormalig veldrijder. Anno 2021 rijdt hij voor EF Education-Nippo.
In november 2016 trouwde Owen met wielrenster Chloé Dygert.

## Palmares

### Veldrijden
| Seizoen   | Wereldbeker | WK       | P-AK     | AK       | Overige                                                     | Totaal aantal zeges |
| Junioren  | Junioren    | Junioren | Junioren | Junioren | Junioren                                                    | Junioren            |
| --------- | ----------- | -------- | -------- | -------- | ----------------------------------------------------------- | ------------------- |
| 2011-2012 |             | 17e      |          | Goud     |                                                             | 1                   |
| 2012-2013 |             | 4e       |          | Goud     | Louisville (I), Louisville (II), Bend (I), Bend (II), Namen | 6                   |
| Beloften  |             |          |          |          |                                                             |                     |
| 2013-2014 |             | 14e      |          | Goud     |                                                             | 1                   |
| 2014-2015 |             | 15e      | Zilver   | Goud     |                                                             | 1                   |
| 2015-2016 |             | 13e      |          |          |                                                             | 0                   |
| Elite     |             |          |          |          |                                                             |                     |
| 2015-2016 |             |          | 28e      | Brons    | Lakewood (I), Lakewood (II)                                 | 2                   |

### Wegwielrennen

#### Overwinningen
2015 - 1 zege
3e etappe Ronde van Utah
2016 - 1 zege
Luik-Bastenaken-Luik, Beloften
2017 - 1 zege
4e etappe Ronde van Alentejo

## Resultaten in voornaamste wedstrijden
| Jaar | Ronde van Italië | Ronde van Frankrijk | Ronde van Spanje |
| ---- | ---------------- | ------------------- | ---------------- |
| 2018 |                  |                     |                  |
| 2019 |                  |                     | 126e             |
| 2020 |                  |                     | 105e             |

| Jaar | Gent-Wevelgem | Amstel Gold Race | Parijs-Tours |
| ---- | ------------- | ---------------- | ------------ |
| 2018 |               | opgave           | opgave       |
| 2019 | opgave        | 73e              |              |
| 2020 |               |                  |              |

## Ploegen
- 2014 –  Bissell Development Team (vanaf 1-4)
- 2015 –  Axeon Cycling Team
- 2016 –  Axeon Hagens Berman
- 2017 –  Axeon Hagens Berman
- 2018 –  EF Education First-Drapac
- 2019 –  EF Education First Pro Cycling
- 2020 –  EF Education First Pro Cycling
- 2021 –  EF Education-Nippo

Anderson · Barta · Blevins · Brown · Costa · Curran · Dunbar · Garrison · Lawless · Narváez · I. Oliveira · R. Oliveira · Owen · Powless · Rice · Young
Breschel · Brown · Canty · Cardona · Carthy · S. Clarke · W. Clarke · Craddock · Docker · Dombrowski · Howes · Langeveld · Magnusson · Martínez · McLay · Modolo · Moreno · Owen · Phinney · Rolland · Scully · Urán · Van Asbroeck · Vanmarcke · Woods
Bennett · van den Berg · Bettiol · Breschel · Brown · Caicedo · Carthy · Clarke · Craddock · Docker · Dombrowski · Higuita · Hofland · Howes · Kangert · Langeveld · Martínez · McLay · Modolo · Morton · Owen · Phinney · Scully · Urán · van Garderen · Vanmarcke · Villalobos · Whelan · Woods
Bennett · Bettiol · Caicedo · Carthy · Clarke · Cort · Craddock · Docker · Guerreiro · Halvorsen · Higuita · Hofland · Howes · Kangert · Keukeleire · Langeveld · Martínez · Morton · Owen · Powless · Rutsch · Scully · Urán · Van den Berg · Van Garderen · Vanmarcke · Villalobos (tot 1 augustus) · Whelan · Woods · Bissegger (stagiair)
Arroyave Cañas · Barta · Beppu · Van den Berg · Bettiol · Bissegger · Caicedo · Camargo · Carr · Carthy · Cort · Craddock · Docker · El Fares · Van Garderen tot en met 21 juni · Guerreiro · Higuita · Hofland · Howes · Keukeleire · Langeveld · Morton · Nakane · Owen · Powless · Rutsch · Scully · Urán · Valgren · Whelan